# Ashton (Nebraska)
Ashton je selo u američkoj saveznoj državi Nebraska. Prema popisu stanovništva iz 2010. u njemu je živjelo 194 stanovnika.